# Atlético Junior
Atlético Junior, znan tudi pod imenom Junior, je kolumbijski nogometni klub iz mesta Barranquilla. 
Klub je bil ustanovljen leta 1924, njegovo ljubkovalno ime pa je Los Tiburones (Morski psi). Doslej je klub osvojil šest naslovov kolumbijskega pokalnega prvaka.
Klub je največje uspehe dosegel sredi devetdesetih let 20. stoletja, ko ga je vodil Carlos El Pibe Valderrama. Takrat je leta 1993 in 1995 osvojil naslov državnega prvaka. Po teh uspehih se je vodstvo kluba odločilo, da bo samo vzgajalo mlade talente, čemur je sledilo obdobje vzponov in padcev. Naslov državnega prvaka je tako klub ponovno osvojil šele leta 2004, ko je najprej v zadnji minuti izenačil, nato pa zmagal po streljanju enajstmetrovk in tako premagal Nacional. Vodilni nogometaš tiste sezone je bil argentinec Omar Sebastian Perez. 
Klub je v svoji zgodovini večkrat nastopil v Conmebolovem Copa Libertadores de América, kjer je leta 1994 osvojil tretje mesto. V polfinalni tekmi so za napredovanje v finale na tekmi proti klubu Vélez Sarsfield zgrešili enajstmetrovko in izpadli. Vélez Sarsfield je na koncu osvojil pokal.
Stadion kluba se imenuje Estadio Metropolitano ali Estadio Metropolitano Roberto Meléndez, ki je bil do leta 2006 tudi stadion, na katerem je trenirala Kolumbijska nogometna reprezentanca.

## Uspehi kluba

### Domači
- Prvak kolumbijske prve lige 1977, 1980, 1993, 1995, 2004-II, 2010-I, 2011-II, 2018-II, 2019-I

### Mednarodni
- Pokal Reebok (Prijateljski turnir) 1997

Atlético Junior je leta 1994 prišel tudi v polfinale pokala Copa Libertadores de América, in bil podprvak na petih pokalih Mustang Cup (1948, 1970, 1983, 2000, 2003-I).

## Nastopi na tekmovanjih CONMEBOL
- Copa Libertadores: 9 nastopov

Največji uspeh: polfinale leta 1994
- Copa Sudamericana: 1 nastop

2004: četrtfinale
- Copa CONMEBOL: 1 nastop

1992: prvo kolo

## Znani bivši igralci
| - Martín Arzuaga - Deivis Barone - Edgardo Bauza - Garrincha - Heleno de Freitas - Omar Sebastián Pérez - Víctor Danilo Pacheco - Rigoberto García - Carlos Valderrama - Iván Valenciano - Juan Ramón Verón - José Daniel Ponce - Carlos Ischia - Alexis Mendoza - Jorge Bolaño |